# Hébéphilie
L'hébéphilie désigne l'intérêt sexuel persistant d'un adulte envers les enfants en puberté au début de l'adolescence, généralement entre 11 et 14 ans soit l'équivalent du stade 2 à 3 du développement physique selon la classification de Tanner. Elle diffère de la pédophilie (l'intérêt sexuel principal ou exclusif pour les enfants prépubères) et de l'éphébophilie (l'intérêt sexuel principal pour les adolescents plus âgés, généralement entre 15 et 18 ans),,.
Alors que les individus ayant une préférence sexuelle pour les adultes peuvent avoir un certain intérêt sexuel pour les individus en pleine puberté, des chercheurs après diagnostics cliniques ont proposé l'hypothèse que l'hébéphilie se caractérise par une préférence sexuelle pour les partenaires avant la fin de leur puberté plutôt que pour les partenaires adultes,.